# Manota transversa
Manota transversa är en tvåvingeart som beskrevs av Heikki Hippa 2006. Manota transversa ingår i släktet Manota och familjen svampmyggor. Inga underarter finns listade i Catalogue of Life.